# Союз визволення

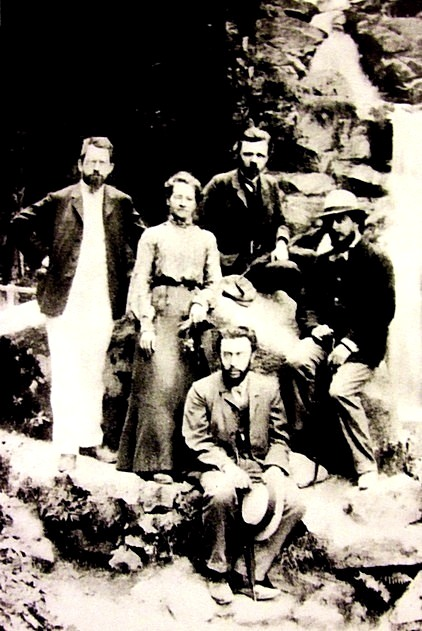
Група засновників «Союзу визволення» у 1902 в Німеччині (зліва направо): Петро Струве, Ніна Струве, Василь Богучарський, Микола Бердяєв та Семен Франк (внизу)

Союз звільнення — незаконний політичний рух за введення в Росії політичних свобод, що об'єднав «визвольні» гуртки спочатку в 22 містах Російської імперії. Ядро організації сформувалося з прихильників журналу "Звільнення".

## Заснування організації
На установчому з'їзді планованої організації 1903 у Шаффгаузені (Швейцарія) 2-4 серпня (нов. ст. ) взяли участь: Микола Бердяєв, Сергій Булгаков, Володимир Вернадський, Василь Водовозов, Іван Гревс, Петро Д. Долгоруков, Д. Є. Жуковський, Б. О. Кістяковський, С. А. Котляревський, К. Д. Кускова, М. М. Львів, П. І. Новгородців, І. І. Петрункевич, С М. Прокопович, Ф. І. Родичєв, П. Б. Струве, С. Л. Франк, Д. І. Шаховський. Там вирішувалося питання створення партії чи руху. Перемогла думка Струве: має бути створено широкий фронт для боротьби легальними засобами за досягнення політичної свободи. Проте знадобилося провести ще одну нараду у Харкові у вересні того ж року.
Перший з'їзд Спілки визволення пройшов у Петербурзі на приватних квартирах 3-5 січня 1904 року. Програма руху передбачала створення конституційної монархії, виборчі права, право народностей на самовизначення, примусове відчуження приватновласницьких земель, що ратували за проведення нелегальних земських з'їздів. Тактика руху полягала у облозі самодержавства з допомогою публічних масових кампаній . У його керівний орган, Рада, було обрано: І. І. Петрункевич (Тверь) - голова, М. Ф. Анненський (Петербург) - заступник голови, С. М. Булгаков (Київ), О. В. Пешехонов (Петербург), Петро Д. Долгоруков (Курськ), С. н. Прокопович (Петербург) М. М. Львів (Саратов), Д. І. Шаховській (Ярославль), М. М. Ковалевський (Харків), В. Я. Богучарський-Яковлєв (Петербург) (всі склади Рад та з'їздів Союзу опубліковані). 

## Діяльність на початку 1904 року
Наприкінці того ж місяця почалася війна з Японією. Виходячи з патріотичних спонукань, Союз не розпочав жодної антисамодержавної кампанії. Майже вся його діяльність обмежувалася поширенням журналу "Звільнення". Після безперервних важких поразок на фронті ставлення суспільства до війни та керівництва країни почало змінюватися. А після загибелі від рук терориста всесильного міністра внутрішніх справ В. К. Плева, з приходом на його місце П. Д. Святополк-Мирського настала епоха довіри до суспільства. На початку вересня члени Ради Союзу князь Дмитро Шаховський та князь Петро Долгоруков за дорученням цього органу звернулися до нелегального Бюро Земських з'їздів, до складу якого вони також входили, з пропозицією зібратися для вироблення спільної політики щодо конституції. У тому ж місяці союз взяв участь у «Конференції опозиційних та революційних організацій Російської держави». Вона почалася 17 (30) вересня 1904 року в Парижі в Hotel d'Orleans і тривала 9 днів. Прийняті на зустрічі рішення ще раз підтвердили відданість її учасників принципам демократії та ідеї заміни самодержавства конституційним та демократичним правлінням. Текст резолюції Конференції був опублікований друкованими органами всіх партій, що зібралися, в один і той же день в середині листопада 1904 року, що справило велике враження на суспільство. Наприкінці жовтня з 20 по 22 у Петербурзі на приватних квартирах зібрався другий з'їзд Союзу. Було вирішено вийти з підпілля та заявити про своє існування у власній пресі, а найголовніше, відбулися рішення:
- сприяти на майбутньому Земському з'їзді прийняттю конституційних резолюцій;
- 20 листопада у ювілей судової реформи організувати кампанію бенкетів із вимогами запровадження свобод, народного представництва та конституції;
- розпочати формування професійно-політичних спілок з метою об'єднання в асоціацію (Спілка спілок) задля досягнення вищезазначених вимог.[3]

## Бенкетна кампанія 1904 року
Союз виступив організатором «бенкетної кампанії», коли в Петербурзі, Москві та інших великих містах з 20 листопада з нагоди 40-річчя запровадження судових статутів влаштовувалися збори під виглядом бенкетів, на яких представники ліберальної опозиції вимовляли промову про необхідність запровадження свобод та конституції, ухвалювали резолюції., клопотаючи про проведення політичних реформ, підтримували вимоги першого легального Земського з'їзду, що відбувся 6-9 листопада. Усього Росією пройшли понад 120 зборів у 34 великих містах і охопили приблизно 50 тис. учасників. У легальний друк звіти про ці бенкети або не проникали, або проникали вкрай мізерно, але в закордонній пресі і особливо в журналі «Звільнення» про них друкувалися досить повні звіти, з приведенням цілком резолюцій і докладним викладом промов.
Глава найбільшої робочої організації країни священик Георгій Гапон, переконаний, що тільки разом з іншими станами робітники можуть досягти своїх цілей, встановив зв'язок із Союзом. На спільній зустрічі в кінці листопада, на якій від "Зборів російських фабрично-заводських робітників Санкт-Петербурга" були присутні Гапон і четверо робітників, а від Союзу п'ять осіб, з яких відомі прізвища членів Ради Союзу В. Я. Богучарського, С. М. Прокоповича, і навіть К. Д. Кускової, останні запропонували «Зборам» подати і свою петицію Іти з нею ходою до Миколи II вирішив сам Гапон 6 січня 1905 року. У написанні Робочої петиції на квартирі останнього брав участь співробітник газети «Наші дні» («Син Вітчизни»), яка була заснована Союзом, А. І. Матюшенський.

## Діяльність на початку 1905 року
У грудні 1904 р., виконуючи рішення свого другого з'їзду, Союз почав формування профспілок, задля захисту прав працівників, а участі у політиці. У лютому наступного року у столиці вони вже об'єдналися та створили ЦК «Союзу союзів». Визволителі на третьому з'їзді, який проходив у Москві на приватних квартирах 25-27 березня в обстановці наростання революційного руху, який ліберали прагнули направити в мирне русло, прийняли нову програму Союзу, що включала вимоги скликання всенародних Установчих зборів, 8-годинних робочих днів і земель. У квітні у столиці було створено нелегальну друкарню, в якій у тому числі друкувалося і «Листок „Союзу визволення“» (15.4-4.9.1905 р., вийшло 6 номерів). Намагаючись об'єднати всі антисамодержавні сили на єдиний фронт, Союз розробив і видав влітку «Статут союзу робочих», і навіть проект російської конституції під назвою «Основний закон Російської імперії», у якому передбачалося створення двопалатного парламенту.
На з'їзді, скликаному визволенцями та пройшов 8-9 травня в Москві, виник загальноросійський «Союз спілок» - найвпливовіша організація, створена лібералами. На ньому головував голова Ради "Союзу звільнення" І. І. Петрункевич А постійний голова з'явився тільки в кінці місяця після прийняття черговим з'їздом установчих документів. Ним було обрано член тієї ж Ради П. М. Мілюков, а після його арешту наприкінці літа це місце зайняв визволення Л. І. Лутугін. Наступні п'ять місяців до загального страйку «Союз спілок» фактично очолював революцію.

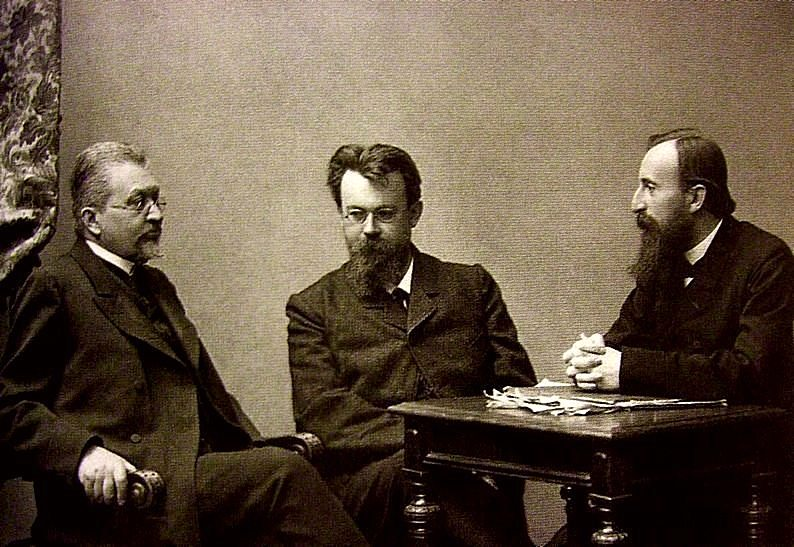
І. І. Петрункевич, Ст. І. Вернадський та Д. І. Шаховській.

## Діяльність наприкінці 1905 року
Після цусімського розгрому цар прийняв депутацію від делегатів чергового Земського з'їзду і представників Петербурзької міської думи, що приєдналися до них. Майже всю групу складали звільнені, і на адресу, поданому імператору, йшлося про необхідність в ім'я «порядку і миру внутрішнього» скликання народних представників, «обраних для цього і без різниці всіма підданими Вашими». Ця подія стала безпрецедентною: вперше в історії російський монарх прийняв делегацію лібералів. Наприкінці цього червня у газети почала просочуватися інформація про консультації в уряді, присвячених установі Думи, а звістка про її створення вийшло 6 серпня. Наприкінці літа на четвертому з'їзді союзу, що проходив 23-25 серпня у Москві, делегати з'їзду виступили проти бойкоту законодавчої Думи, відомої під назвою Булигінської. Вони вирішили приєднатися до комісії, створеної «Союзом земців-конституціоналістів», для створення партії з метою участі у виборах до цього представницького органу влади та зробити її двосторонньою.
У жовтні під час загального страйку в країні для керівництва нею було створено Петербурзьку раду робітничих депутатів . Його першим головою був обраний визволенець Г. С. Хрустальов-Носар. А в цей час 15-18 жовтня на з'їзді, скликаному двосторонньою комісією згаданих спілок, було засновано Конституційно-демократичну партію . Із цього моменту «Союз звільнення» припинив своє існування. Його ліве крило згуртувалося навколо журналу «Без назви», у якому співпрацювали К. Д. Кускова, С. М. Прокопович, В. Я. Яковлєв-Богучарський, В. В. Хижняків, В. В. Водовози, В. В. Португалів, А. С. Ізгоїв, В. З. Голубєв, Л. Я. Гуревич.

## Склад та чисельність організації
Є лише одне число, що говорить про масовість Союзу — 1600 членів на березень 1905 р. Вони були зосереджені переважно у великих містах: Москві, Петербурзі, Одесі, Києві, Харкові, Ростові-на-Дону, Таганрозі, Саратові, Самарі, Тамбові, Володимирі, Ярославлі, Костромі, Вологді, Красноярську, Катеринославі, Воронежі, Казані, В'ятці, Курську, Полтаві, Смоленську, Балашові, Сумах, Тулі, Дерпті, Нижньому Новгороді. У вересні їх побільшало: наприклад, у Москві до 15 груп додалася ще одна, і в них за професійною ознакою входили дві групи адвокатів, історики, земські лікарі, природники, артисти, літератори, інженери, вчителі, лікарі, професори, молодші викладачі, дві групи були створені за національною ознакою (поляки та євреї), одна земська група та ін Архів Союзу недоступний. Справа в тому, що академік П. Б. Струве у грудні 1917 р. перед своїм від'їздом на Дон передав його на зберігання в Архів Імператорської Російської академії наук. А за більшовиків під час чергового чищення у 1930 р. він був ними виявлений і відразу засекречений .
У союзі були: Павло Д. Долгоруков, Ф. І. Родичів , брати М. В. та С. В. Сабашникови, О. О. Корнілів, В. І. Семівський, М. І. Карєєв, брати С. Ф. та Ф. Ф. Ольденбург, В. Д. Набоків, І. П. Білоконський,Ф. Ф. Кокошкін, А. І. Шингарьов , Є. Н. Трубецький, М. Я. Герценштейн, Ф. О. Головін, Г. Є. Львів, В. О. Маклаков , Ю. А. Новосільцев, М. В. Челноков, А. А. Кізеветтер, М. І. Гучков , З. Г. Френкель.